# Шёльстад, Фредрик
Фре́дрик Ва́нгстад Шёльстад (норв. Fredrik Vangstad Sjølstad; 29 марта 1994, Осло) — норвежский футболист, полузащитник клуба «Хам-Кам».

## Биография
Фредрик Сьёльстад родился в Осло. Является воспитанником футбольного клуба «Хам-Кам», с которым успел поиграть как в первом, так и во втором дивизионе чемпионата Норвегии. Свой дебютный матч на профессиональном уровне Сьёльстад сыграл 28 сентября 2011 года.
В 2016 году футболист провел в команде «Хёдд». Но по результатам сезона команда вылетела во второй дивизион и Сьёльстад покинул клуб.
Ещё два сезона Сьёльстад играл в клубе «Конгсвингер», где своей игрой привлек внимание клубов Элитесериен.
В 2019 году Сьёльстад заключил четырёхлетнее соглашение с клубом Элитесериен «Молде». Уже в апреле футболист впервые вышел в основном составе команды в матчах лиги. Летом в матче квалификации Лиги Европы против исландского клуба «Рейкьявик» прошёл дебют футболиста на международной арене.
Свой первый гол в составе «Молде» Сьёльстад забил 21 июля 2019 в ворота «Сарпсборг 08».
18 января 2022 года вернулся в клуб «Хам-Кам», подписав контракт на 3 года.

## Достижения
«Молде»
- Чемпион Норвегии: 2019